# Lasy Puszczy nad Drawą
Lasy Puszczy nad Drawą este o arie protejată (arie de protecție specială avifaunistică — SPA) din Polonia întinsă pe o suprafață de 190.279,05 ha, integral pe uscat.

## Localizare
Centrul sitului Lasy Puszczy nad Drawą este situat la coordonatele 53°04′57″N 15°52′29″E / 53.0824°N 15.8748°E.

## Înființare
Situl Lasy Puszczy nad Drawą a fost declarat arie de protecție specială avifaunistică în octombrie 2007 pentru a proteja 42 de specii de animale.

## Biodiversitate
Situată în ecoregiunea continentală, aria protejată nu include niciun habitat protejat.
La baza desemnării sitului se află mai multe specii protejate de  păsări (42): minunița (Aegolius funereus), pescăruș albastru (Alcedo atthis), gâscă cenușie (Anser anser), fâsă-de-câmp (Anthus campestris), acvilă țipătoare mică (Aquila pomarina), stârc cenușiu (Ardea cinerea), cocoșul de mesteacăn (Bonasa bonasia), buhai de baltă (Botaurus stellaris), buha (Bubo bubo), Bucephala clangula, caprimulg (Caprimulgus europaeus), chirighiță neagră (Chlidonias niger), barză albă (Ciconia ciconia), barză neagră (Ciconia nigra), erete de stuf (Circus aeruginosus), erete cenușiu (Circus pygargus), porumbel de scorbură (Columba oenas), cristeiul de câmp (Crex crex), Cygnus columbianus bewickii, lebădă de iarnă (Cygnus cygnus), lebădă de vară (Cygnus olor), ciocănitoarea de stejar (Dendrocopos medius), ciocănitoare neagră (Dryocopus martius), muscar (Ficedula parva), ciuvică (Glaucidium passerinum), cocor (Grus grus), codalb (Haliaeetus albicilla), stârc pitic (Ixobrychus minutus), sfrâncioc roșiatic (Lanius collurio), ferestrașul mare (Mergus merganser), gaia neagră (Milvus migrans), gaia roșie (Milvus milvus), codobatură de munte (Motacilla cinerea), vultur pescar (Pandion haliaetus), viespar (Pernis apivorus), Phalacrocorax carbo sinensis, ploier auriu (Pluvialis apricaria), corcodel mare (Podiceps cristatus), cresteț cenușiu (Porzana parva), cresteț pestriț (Porzana porzana), sitar de pădure (Scolopax rusticola), fluierarul de zăvoi (Tringa ochropus).
Pe lângă speciile protejate, pe teritoriul sitului au mai fost identificate 5 specii de păsări.